# Souveränes Internet
Souveränes Internet wird eine IT-Infrastruktur in Russland genannt, welche über staatlich kontrollierte Knotenpunkte Inhalte filtern kann. Übergangspunkte in das weltweite Netz können bei Bedarf eingeschränkt oder abgeschaltet werden, so dass ein de facto Intranet für Russland entsteht. Russische Internetdienstanbieter mussten nach einem ab dem 1. November 2019 in Kraft getretenen Gesetz die technischen Voraussetzungen dafür schaffen und ihre Server unter die Aufsicht der Behörde Roskomnadsor stellen. Laut der Regierung der Russischen Föderation wird das russische Netz so vor Cyberattacken geschützt. Kritiker befürchteten eine Kontrolle und weitere Einschränkung der Meinungsfreiheit.

## Chronologie und Hintergrund
Der sich immer mehr von ausländischer Kooperation abwendende Russische Staat befürchtete sicher nach 2014 zunehmend eine Bedrohung durch das Ausland; der Schutz vor Bedrohungen aus dem Ausland via das Internet sollte laut Anordnung des russischen Sicherheitsrates durch eine Abkoppelung Russlands vom Internet erfolgen. Im Gegensatz zu China hatte sich das Internet in Russland frei entwickelt. Für Präsident Putin stellte das Internet insofern eine Bedrohung dar, als über die Datenleitungen „westliche Ideen von Freiheit und Demokratie ins Land einsickern“ könnten. Er hatte selber das Internet als ‚CIA-Projekt‘ denunziert.
Aufgrund der schon Jahre zuvor vom Staat kontrollierter Medien war das von den Behörden lange wenig beachtete Internet in Russland tatsächlich ein Ort der Kritik und der Protestorganisation. Es war darum nicht klar, ob die von Politikern geäußerte Absicht, einer Bedrohung von Außen entgegenzutreten, nicht ein Vorwand war, um die Opposition im Land weiter zu unterdrücken.
Im 2018 waren die Bilder von Demonstrationen in Inguschetien durch Ausschalten der Mobilfunkdienste unterdrückt worden, und 2019 war während der Proteste in Moskau das mobile Internet nur beschränkt nutzbar. Mit dem souveränen Runet würden vom Kreml nicht kontrollierbare Informationen kontrollierbarer, womit auch die Einschränkung von Meinungsäusserungen aufgrund mehrerer schwammig formulierter Gesetze verstärkt wird.
Erstmals wurde im Dezember 2018 ein Entwurf in die Duma eingebracht, der die Trennung der IT-Infrastruktur in Russland für den Fall eines Angriffs aus dem Ausland vorsah. Laut RBK wurde der Entwurf von Präsident Wladimir Putin gebilligt. Im Februar 2019 wurde er in erster Lesung angenommen. 334 Abgeordnete stimmten dafür, 47 dagegen.
Im Februar 2019 empfahlen eine Arbeitsgruppe (MegaFon, VimpelCom (Marke Beeline), MTS, Rostelecom und andere, unter Vorsitz der InfoWatch-Präsidentin Natalia Kasperskaya) Tests durchzuführen, um Anpassungen für die zweite Lesung vorzunehmen.
In einer Umfrage in der Bevölkerung im April 2019 sprachen sich 52 Prozent der Befragten gegen das Gesetz und 23 Prozent dafür aus.
Am ersten November 2019 trat das vom Präsidenten am 1. Mai unterzeichnete Gesetz in Kraft. Im 2021 fand eine Testabschaltung statt. Die SZ nannte den Test eine Kriegsvorbereitung. Gleichzeitig sei nicht klar, was überhaupt funktioniert hätte.
Nach dem Überfall Russlands auf die Ukraine 2022 zogen sich beliebte Dienstleister wie Netflix zurück, die Regierung sperrte Facebook und Twitter, während sich TikTok einschränken musste aufgrund eines neuen Gesetzes betreffend Meldungen, welche nicht den Angaben der Russischen Regierung entsprachen. Bis 11. März mussten alle Webseiten der Regierung auf russische Server umziehen, wobei unklar war, ob sich das wirklich nur auf Regierungsseiten beschränkte. Weitergehende Maßnahmen wurden Anfang März nicht erwartet.

## IT-Infrastruktur
Ziel des Umbaus zum Runet war es, sämtlichen innerrussischen Internetverkehr über staatlich kontrollierbare Knoten und Server in Russland leiten zu können. diese werden von der Medienaufsichtsbehörde Roskomnadsor kontrolliert. Ein eigenes Domainsystem für Russland, das vom Rest der Welt unabhängig ist und nicht dem Domain Name System (DNS) folgt, wurde entwickelt.
Für die Kontrolle der IT-Infrastruktur soll neben der Aufsichtsbehörde für Telekommunikation und russische Medien Roskomnadsor der Inlandsgeheimdienst FSB zuständig sein. Im Falle eines Cyberangriffs soll demnach die russische Telekommunikations-Aufsicht Roskomnadsor die zentrale Kontrolle über das "RuNet" übernehmen. Es war bekannt, dass Roskomnadsor über Schwarze Listen unerwünschter Internetseiten verfügt. Es ginge neben der Blockierung von Inhalten auch um die Möglichkeit, den Datenfluss zu verlangsamen.
Die technische Umsetzung des Gesetzes wird von IT-Fachleuten angezweifelt. Fraglich sei ob das dann mit DPI-Geräten ausgestattete Netz stabil bleibe. In Russland gebe es einige Tausend Provider, so dass die praktische Umsetzung viel schwieriger sei als beispielsweise in China, dass nur über wenige Verbindungen an weitere Netze verfüge.